# The Last Temptation
The Last Temptation — двадцатый студийный и тринадцатый сольный альбом Элиса Купера, выпущенный в июле 1994 года на лейбле Epic Records. В альбоме присутствуют совместные работы с известными музыкантами: Крис Корнелл из Soundgarden стал соавтором и исполнителем двух песен, Дэн Векслер из Icon стал соавтором четырех песен, включая сингл «Lost in America», где он также играет на гитаре, а Дерек Шеринян из Dream Theater играет на клавишных. В чартах альбом поднялся до 68-го места в США, до 6-го — в Великобритании.

## Стиль
The Last Temptation выдержан в жестком, ритмичном, мелодичном стиле. Это первый после DaDa концептуальный альбом, в котором поднимались проблемы веры, искушения и одиночества в современной жизни. В центре сюжета — мальчик по имени Стивен (также главный герой более ранней работы Купера Welcome to My Nightmare) и некий таинственный шоумен, обладающий сверхъестественными способностями, который пытается убедить Стивена присоединиться к его передвижному шоу «Театр Реальности — Грандиозный Гиньоль!», где он «никогда не вырастет».

## Комикс
Одновременно с выходом альбома появился комикс, созданный Нилом Гейманом по мотивам истории из The Last Temptation. История состояла из трех частей. Страницы из комикса можно увидеть в музыкальном клипе «Lost in America», когда его листал Стивен.
Изначально комиксы издавались фирмой Marvel Comics, позже были переизданы Dark Horse Comics в мягкой обложке.

## Видео
На песни «It’s Me» и «Lost in America» были сняты клипы, оба клипа доступны для скачивания с Sony/BMG.

## Список композиций
1. «Sideshow» (Alice Cooper, Brian Smith, Michael Brooks, Jon Norwood, Dan Wexler, Bud Saylor) — 6:39
2. «Nothing’s Free» (Cooper, Wexler, Saylor) — 5:01
3. «Lost in America» (Cooper, Wexler, Saylor) — 3:54
4. «Bad Place Alone» (Cooper, Wexler, Saylor) — 5:04
5. «You’re My Temptation» (Cooper, Jack Blades, Tommy Shaw) — 5:09
6. «Stolen Prayer» (Chris Cornell, Cooper) — 5:37
7. «Unholy War» (Cornell) — 4:10
8. «Lullaby» (Cooper, Jim Vallance) — 4:28
9. «It’s Me» (Cooper, Blades, Shaw) — 4:39
10. «Cleansed By Fire» (Cooper, Марк Хадсон, Steve Dudas, Saylor) — 6:12

## Участники записи
- Элис Купер — вокал
- Стеф Бёрнс — гитара, бэк-вокал
- Грег Смит — бас-гитара, бэк-вокал
- Дерек Шеринян — клавишные, бэк-вокал
- Дэвид Уосиккинен — ударные

Дополнительный персонал
- Крис Корнелл — вокал на «Stolen Prayer», «Unholy War»
- Дэн Векслер — гитара на «Lost In America»
- Джон Пёрделл — клавишные на «You’re My Temptation», «Lullaby», «It’s Me»
- Лу Мерлино — бэк-вокал
- Марк Хадсон — бэк-вокал
- Крейг Коупленд — бэк-вокал
- Бретт Хадсон — бэк-вокал